# Ixodes canisuga
Ixodes canisuga es una especie de garrapata del género Ixodes, familia Ixodidae. Fue descrita científicamente por Johnston en 1849.
Habita en Portugal. Tiene una cutícula gruesa que le permite soportar condiciones secas.